# 桃浦西路
桃浦西路是中華人民共和國上海市普陀區和寶山區一條南北走向道路，共分兩段。南段位於普陀區，南起真北路，北至滬嘉高速以北。北段位於寶山區，北起環鎮南路，南至連亮路-華和路。桃浦西路東側為桃浦河和桃浦公園。道路全長1600米，前身是桃浦河西側的官路，1929年改建為桃浦西路。